# آدالبرت توتس
آدالبرت توتس (استونیایی: Adalbert Toots; ۱۲ مارس ۱۹۱۰ – ۲۵ اوت ۱۹۴۸) کشتی‌گیر اهل استونی بود.
وی در مسابقات وزن ۶۶ کیلوگرم کشتی آزاد بازی‌های المپیک تابستانی ۱۹۳۶ شرکت کرده‌بود. وی در سال ۱۹۴۶ توسط کمیساریای خلق در امور داخلی دستگیر شد و در سال ۱۹۴۸ در یک اردوگاه زندانیان گولاگ درگذشت.